# Konstantyn Loukites
Konstantyn Loukites (ur. przed 1280, zm. po 1340) – poeta bizantyński, żyjący w cesarstwie Trapezuntu.
Urodził się w Macedonii, nauki pobierał w Konstantynopolu. Przed 1301 przybył do Trapezuntu. Za panowania Aleksego II (1297-1330) sprawował urzędy protonotariosa i protovestiariosa. Utrzymał wysoką pozycję na dworze cesarskim za panowania cesarza Bazylego (1332-1340). Był autorem listów (korespondował m.in. z Jerzym  Choniadesem, Niceforem Gregorasem). Dwie z jego prac przetrwały: "Pochwała do św. Eugeniusza" (Εγκώμιον εις τον άγιον μεγαλομάρτυρα του Χριστού Ευγένιον και τους συνάθλους αυτού Κανίδιον, Ουαλεριανόν και Ακύλαν, τους εν Τραπεζούντι μαρτυρήσαντες), patrona Trapezuntu i "Mowa pogrzebowa Aleksego II" (3 maja 1330) (Επιτάφιον εις τον εν βασιλεύσιν αοίδιμον εκείνον και τρισμακάριστον κύριον Αλέξιον τον Κομνηνόν).